# Noćaje
Noćaje (em cirílico: Ноћаје) é uma vila da Sérvia localizada no município de Tutin, pertencente ao distrito de Ráscia, na região de Ráscia, Stari Vlah e Sanjaco. A sua população era de 47 habitantes segundo o censo de 2011.

## Demografia
| 1948 | 1953 | 1961 | 1971 | 1981 | 1991 | 2002 | 2011 |
| ---- | ---- | ---- | ---- | ---- | ---- | ---- | ---- |
| 114  | 131  | 135  | 164  | 148  | 82   | 77   | 47   |